# 뤼츠하럴 헤이르트라위다
뤼츠하럴 헤이르트라위다(네덜란드어: Lutsharel Geertruida, 2000년 7월 18일 ~ )는 네덜란드의 축구 선수이다. 그의 포지션은 오른쪽 풀백 또는 중앙 수비수로, 현재 분데스리가의 RB 라이프치히에서 활약하고 있다.

## 클럽 경력
2017년 10월 25일, 헤이르트라위다는 AVV 스위프트와의 KNVB컵 2017-18 2라운드 경기에서 77분 교체 투입되며 프로 1군 데뷔전을 치렀다. 2020년 9월 27일, 그는 4-2로 이긴 ADO 덴하흐와의 경기에서 페예노르트 소속으로 프로 무대 첫 골인 데뷔골을 기록했다. 2021년 8월, 헤이르트라위다는 페예노르트와 계약을 2024년까지 연장했다. 2022년 5월 25일, 그는 페예노르트가 로마에 1-0으로 패한 2022 UEFA 유로파컨퍼런스리그 결승전에 선발 출전했다. 2022-23 시즌, 그는 팀의 주축 선수로 활약하며 에레디비시 우승을 차지했다.

## 국가대표팀 경력
네덜란드에서 태어난 헤이르트라위다는 퀴라소 혈통이다. 그는 현재 네덜란드 축구 국가대표팀 일원이다.
2021년 3월 21일, 헤이르트라위다는 네덜란드 U-21 축구 국가대표팀에 차출되었고, 유리언 팀버르를 대신하여 2021년 UEFA U-21 축구 선수권 대회에 참가했다.
그는 2021년 CONCACAF 골드컵에 참가할 퀴라소 축구 국가대표팀 예비 명단에 이름을 올렸다.
2023년 3월 17일, 헤이르트라위다는 프랑스와 지브롤터와의 UEFA 유로 2024 예선 경기를 앞두고 네덜란드 성인 대표팀에 처음으로 차출되었다. 그는 1주일 후, 4-0으로 패한 프랑스와의 원정 경기에서 선발로 출전하며 데뷔전을 치렀다.

## 수상 내역
페예노르트
- 에레디비시: 2022–23[15]
- KNVB컵: 2017–18[16]
- 요한 크라위프 스할: 2018[17]
- UEFA 유로파컨퍼런스리그 준우승: 2021–22[18]

개인
- 에레디비시 이달의 재능: 2020년 9월,[19] 2021년 1월[20]
- 에레디비시 이달의 팀: 2020년 9월, 2021년 1월, 2023년 2월, 2023년 5월[21]
- UEFA 유로파컨퍼런스리그 올 시즌의 팀: 2021–22[22]